# سوئیش سوئیش
«سوئیش سوئیش» (به انگلیسی: Swish Swish) ترانه‌ای اثر خوانندهٔ آمریکایی کیتی پری با همکاری نیکی میناژ است که در ۱۹ مه ۲۰۱۷ منتشر شد. گفته می‌شود این ترانه پاسخی ست به ترانهٔ خصومت از تیلور سوئیفت. سوئیش سوئیش جزو ۱۰ آهنگ برتر در جدول‌های اسکاتلند و فیلیپین، ۲۰ آهنگ برتر در بلژیک (والونیا)، کانادا، مجارستان و بریتانیا و همچنین ۳۰ آهنگ برتر در استرالیا، فرانسه، ایرلند و هلند شد و در آمریکا، کانادا و استرالیا به گواهی پلاتین و در برزیل به الماس دست یافت.

## نماهنگ
نماهنگ رسمی این ترانه توسط دیو میرز کارگردانی شد و در ۲۴ اوت ۲۰۱۷ منتشر شد. پیش از این در ۳ ژوئیه همان سال یک لیریک ویدئو از این ترانه با حضور بازیگر و خواننده برزیلی گرتچن منتشر شد. در نماهنگ رسمی پری نقش «کوبی پری»، کاپیتان تیم «ببرها» را بازی می‌کند و در مقابل آن‌ها تیم «گوسفندها» قرار دارد. میناژ در بین دو نیمه بازی قسمت مربوط به خود را می‌خواند. این نماهنگ شامل حضور کوتاهی از «کیتی بت پری»، کاراکتر کیتی پری در نماهنگ «شب جمعه گذشته (تی‌جی‌آی‌اف)» است. نماهنگ رسمی این ترانه تا دسامبر ۲۰۱۹ بیش از ۵۷۰ میلیون بازدید در یوتیوب داشت.

## اجراهای زنده

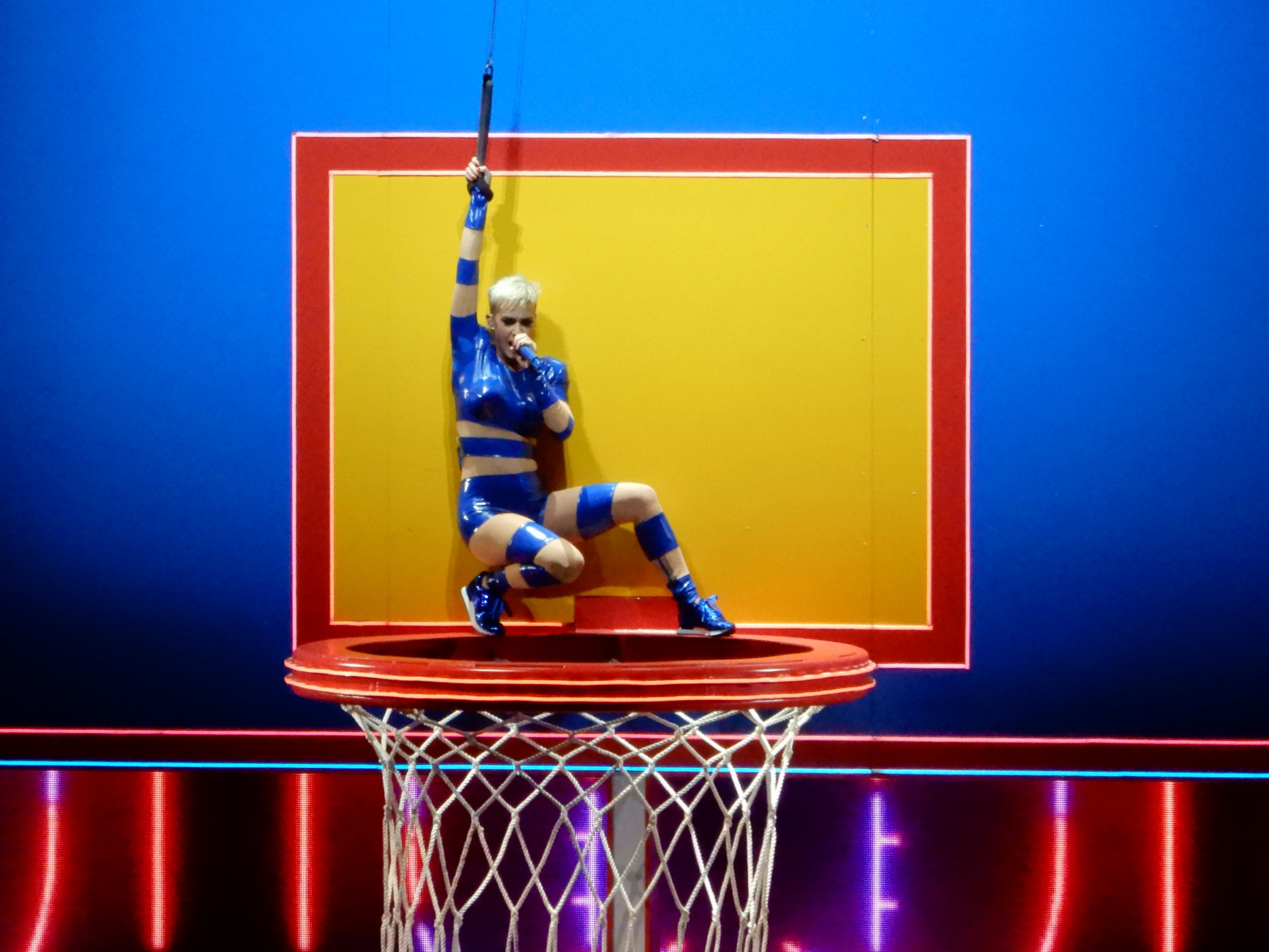
پری در حال اجرای این ترانه در تور گواه در صحنه‌ای با تم بسکتبال

پری در ۲۰ مه ۲۰۱۷ به تنهایی سوییش سوییش را در پخش زنده شنبه شب اجرا کرد و این اجرا به سرعت مشهور شد. توجه بسیاری نیز به «راسل هورنینگ»، ملقب به «بچه کوله پشتی»، رقصندهٔ اجرا جلب و از رقص بازوی او بسیار تقلید شد. پری همچنین این ترانه را در ۲۷ مه ۲۰۱۷ در برنامه «آخر هفته بزرگ» رادیو بی‌بی‌سی ۱، در ۲۴ ژوئن در جشنواره موسیقی گلاستونبری، و در ۲ ژوئیه در مرحله پایانی مسابقه خوانندگی صدای استرالیا اجرا کرد. میناژ نیز در ۲۶ ژوئن قسمتی از ترانه را در برنامه جوایز ان‌بی‌ای ۲۰۱۷ اجرا کرد. پری و میناژ برای نخستین بار در جایزه موزیک ویدئوی ام‌تی‌وی ۲۰۱۷ این ترانه را با یکدیگر خواندند. این ترانه همچنین در تور گواه توسط پری خوانده می‌شد و او از تماشاگران برای حضور در مسابقه پرتاب توپ بسکتبال دعوت می‌کرد.

## جدول‌ها

### جدول‌های هفتگی
| جدول ۲۰۱۷                                      | بالاترین رتبه |
| ---------------------------------------------- | ------------- |
| آرژانتین (دیده‌بان لاتین)                       | ۱۶            |
| استرالیا (ای‌آرآی‌ای)                            | ۲۲            |
| اتریش (او۳ تاپ ۴۰ اتریش)                       | ۶۹            |
| بلژیک (اولتراتیپ فلاندرز)                      | ۳             |
| بلژیک (اولتراتاپ ۵۰ والونی)                    | ۱۴            |
| کانادا (۱۰۰ تک‌آهنگ داغ کانادا)                 | ۱۳            |
| ۳۶                                             |               |
| ۴۵                                             |               |
| کلمبیا (گزارش ملی)                             | ۹۰            |
| کرواسی (HRT)                                   | ۳۷            |
| جمهوری چک (رادیو – تاپ ۱۰۰)                    | ۶۱            |
| ۴۱                                             |               |
| فنلاند (جدول‌های رسمی فنلاند)                   | ۶             |
| فرانسه (اس‌ان‌ئی‌پی)                              | ۲۴            |
| ۷۶                                             |               |
| ایرلند (IRMA)                                  | ۲۸            |
| اسرائیل (پخش تلویزیونی جنگل رسانه)             | ۱             |
| ایتالیا (FIMI)                                 | ۷۳            |
| پخش موسیقی لبنان (۲۰ آهنگ برتر لبنان)          | ۸             |
| پخش موسیقی مکزیک (Billboard)                   | ۱۱            |
| ۲۸                                             |               |
| ۵۳                                             |               |
| نیوزیلند (RMNZ)                                | ۳             |
| فیلیپین (۱۰۰ آهنگ داغ فیلیپین)                 | ۵             |
| پرتغال (ای‌اف‌پی)                                | ۴۵            |
| رومانی (۱۰۰ آهنگ پخش)                          | ۵۴            |
| اسکاتلند (اوسی‌سی)                              | ۷             |
| ۳۷                                             |               |
| اسپانیا (پروموزیک)                             | ۶۱            |
| سوئد (فهرست برترین‌های سوئد)                    | ۵۳            |
| سوئیس (شوایزر هیت‌پاراد)                        | ۴۶            |
| تک‌آهنگ‌های بریتانیا (اوسی‌سی)                    | ۱۹            |
| ۳                                              |               |
| بیلبورد هات ۱۰۰ ایالات متحده                   | ۴۶            |
| ترانه‌های باشگاه رقص ایالات متحده (بیلبورد)     | ۱             |
| ۴۰ آهنگ برتر جریان اصلی ایالات متحده (بیلبورد) | ۳۳            |
| ونزوئلا انگلیسی (گزارش ضبط)                    | ۴             |

### جدول‌های پایان سال
| جدول ۲۰۱۷                                  | رتبه |
| ------------------------------------------ | ---- |
| کانادا (۱۰۰ آهنگ داغ کانادا)               | ۹۰   |
| آهنگ‌های کلوپ رقص آمریکا (بیلبورد)          | ۱۳   |
| آهنگ‌های داغ رقص/الکترونیک آمریکا (بیلبورد) | ۱۸   |
| جدول ۲۰۱۸                                  | رتبه |
| پخش موسیقی روسیه (تاپ‌هیت)                  | ۱۹۹  |

## گواهی‌نامه‌ها
| منطقه | گواهی  | واحد گواهی‌شده/فروش |
| --- | ------ | ------------------ |
| استرالیا (آی‌اف‌پی‌آی استرالیا)                                                                                   | پلاتین | ۷۰٬۰۰۰             |
| برزیل (پرو موزیکا برزیل)                                                                                       | پلاتین | ۰                  |
| کانادا (میوزیک کانادا)                                                                                         | پلاتین | ۸۰٬۰۰۰             |
| فرانسه (اس‌ان‌ئی‌پی)                                                                                              | طلا    | ۶۶٬۶۶۶             |
| آلمان (بی‌وی‌ام‌آی)                                                                                               | طلا    | ۲۰۰٬۰۰۰            |
| ایتالیا (اف‌آی‌ام‌آی)                                                                                             | طلا    | ۲۵٬۰۰۰             |
| بریتانیا (بی‌پی‌آی)                                                                                              | طلا    | ۴۰۰٬۰۰۰            |
| ایالات متحده (آرآی‌ای‌ای)                                                                                        | پلاتین | ۱۶۵٬۲۸۸            |
| * رقم فروش تنها بر پایهٔ گواهی‌ها. · ^ رقم توزیع تنها بر پایهٔ گواهی‌ها. · رقم فروش+پخش جاری تنها بر پایهٔ گواهی‌ها. |        |                    |

## تاریخچه انتشار
| منطقه   | تاریخ           | نوع              | نسخه                | ناشر      | منبع   |
| ------- | --------------- | ---------------- | ------------------- | --------- | ------ |
| متعدد   | ۱۹ مه ۲۰۱۷      | دانلود دیجیتال   | اصلی                | کپیتال    | [ ۵۴ ] |
| متعدد   | ۳۰ ژوئن ۲۰۱۷    | دانلود دیجیتال   | ریمیکس چیت کدز      | کپیتال    | [ ۵۵ ] |
| متعدد   | ۳۰ ژوئن ۲۰۱۷    | دانلود دیجیتال   | ریمیکس والنتینو خان | کپیتال    | [ ۵۶ ] |
| متعدد   | ۲۵ اوت ۲۰۱۷     | دانلود دیجیتال   | ریمیکس بلوند        | کپیتال    | [ ۵۷ ] |
| ایتالیا | ۲۲ سپتامبر ۲۰۱۷ | رادیو برتر معاصر | اصلی                | یونیورسال | [ ۵۸ ] |